# Anna Sikora (muzyk)
Anna Sikora z domu Szczędzina (ur. 16 czerwca 1990 w Leśnicy) – polska chórmistrzyni, dyrygent i pedagog, doktor sztuki. Od 2024 roku dyrygent Chóru Filharmonii Opolskiej oraz Akademickiego Chóru Uniwersytetu Opolskiego.

## Życiorys

### Wykształcenie
W 2003 roku ukończyła Państwową Szkołę Muzyczną I stopnia w Strzelcach Opolskich w klasie fortepianu. Następnie w 2007 roku ukończyła naukę w Studium Muzyki Kościelnej przy Wydziale Teologicznym Uniwersytetu Opolskiego na kierunku organista.
W 2009 roku ukończyła podyplomowy kierunek Prowadzenie Zespołów Śpiewaczych w Studium Muzyki Kościelnej (aktualnie Diecezjalny Instytut Muzyki Kościelnej) przy Wydziale Teologicznym Uniwersytetu Opolskiego.
Jest absolwentką Wydziału Edukacji Muzycznej, Chóralistyki i Muzyki Kościelnej Akademii Muzycznej im. Karola Lipińskiego we Wrocławiu na specjalnościach Edukacja Muzyczna, Prowadzenie Zespołów Wokalnych i Instrumentalnych oraz Muzyka Kościelna w klasie dyrygentury dr hab. Małgorzaty Podzielny.
W 2022 roku ukończyła studia doktoranckie na Wydziale Dyrygentury Chóralnej, Muzyki Kościelnej, Edukacji Artystycznej, Rytmiki i Jazzu w Akademii Muzycznej im. Stanisława Moniuszki w Gdańsku na kierunku Dyrygentura (specjalność Realizacja Projektów Artystycznych Oratoryjno-Kantatowych) w klasie dyrygentury dr hab. Aleksandry Grucza-Rogalskiej, prof. AM . Koncert w ramach przewodu doktorskiego odbył się w Filharmonii Opolskiej 28 czerwca 2019 roku i wykonano podczas niego trzy msze Maxa Filke wraz z Orkiestrą tejże filharmonii, chórem Schola Cantorum Opoliensis i solistami . 

### Działalność artystyczna
Od 2024 roku jest dyrygentem Chóru Filharmonii Opolskiej oraz Akademickiego Chóru Uniwersytetu Opolskiego.
W latach 2011-2024 pracowała w Diecezjalnym Instytucie Muzyki Kościelnej w Opolu jako nauczyciel dyrygowania, organów, akompaniamentu liturgicznego, czytania partytur, metodyki prowadzenia zespołów śpiewaczych oraz dyrygent chórów: Pueri Cantores Opolienses (od roku 2018 do 2020) i Schola Cantorum Opoliensis (od roku 2014 do 2024).
Z chórem Schola Cantorum Opoliensis ma na swoim koncie liczne nagrody na konkursach ogólnopolskich i międzynarodowych, nagrane płyty oraz koncerty w kraju i za granicą. W 2018 roku w Sopocie podczas XVI edycji Międzynarodowego Festiwalu Chóralnego Mundus Cantat otrzymała Nagrodę Specjalną dla młodego, utalentowanego dyrygenta. 
W 2014 roku otrzymała wyróżnienie na XV Ogólnopolskim Konkursie Dyrygentów Chóralnych im. Prof. Stanisława Kulczyńskiego w Poznaniu. 
W latach 2016–2019 była nauczycielem przedmiotów Podstawy Dyrygowania i Dydaktyka Prowadzenia Zespołów Śpiewaczych na kierunku Muzykologia (Uniwersytet Opolski).
W 2014 roku otrzymała wyróżnienie na XV Ogólnopolskim Konkursie Dyrygentów Chóralnych im. Prof. Stanisława Kulczyńskiego w Poznaniu.
W 2013 i 2016 roku prowadziła zajęcia chóru Divertimento w Publicznym Gimnazjum im. Jana Pawła II w Szymiszowie, a od 2012 roku pracowała jako dyrygent chóru mniejszości niemieckiej DFK Chor Tarnau. Z tym ostatnim podczas XXVIII Festiwalu Chórów i Zespołów Śpiewaczych Mniejszości Niemieckiej w Walcach w 2019 roku otrzymała specjalne wyróżnienie Jury za profesjonalny warsztat dyrygencki .
Była członkiem Polskiego Narodowego Chóru Młodzieżowego w 2013 roku, a w 2016 i 2017 roku uczestnikiem seminarium dla dyrygentów.
W 2013 roku współpracowała z Chórem Chłopięcym Filharmonii Wrocławskiej, a także była asystentem dyrygenta w Zespole Wokalnym Rondo Szkoły Muzycznej I st. im. Grażyny Bacewicz we Wrocławiu.
Brała udział w licznych kursach mistrzowskich, które prowadzili m.in. Javier Busto, Elżbieta Wtorkowska, Marta Kierska-Witczak, Jan Łukaszewski, Marek Toporowski, Agnieszka Franków-Żelazny, Krzysztof Szydzisz, Marek Gandecki, Dariusz Bąkowski-Kois, Lorenzo Ghielmi, Biljan Radovanovic Brkanovic, Tatjana Krkelijc, Péter van Dijk, Seiji Makino, Daniel Reuss, Steven Heelein.